# 地域党
地域党（ちいきとう、ウクライナ語: Партія регіонів、ロシア語: Партия регионов）は、ウクライナの政党。

## 概要
1997年10月26日に創立。第2代ウクライナ大統領レオニード・クチマを支援するための政治組織として創設され、2002年の議会選挙では政党連合「統一ウクライナ」に加わった。党員にはソ連系の官僚や国家公務員、ウクライナの東南部の実業家、地方自治体の行政官とそれらの子孫が多い。総裁はミコラ・アザロフ。ウクライナ東部のロシア系住民を主な支持基盤とし、親露的な外交政策を主張していた。
2014年ウクライナ騒乱では反政権デモの混乱の中で2月22日に地域党からは数十人の国会議員が離党をし、連立を組んでも過半数を維持できない状態に陥り、野党に転落した。2月23日、地域党はウクライナから逃亡したヤヌコーヴィチ元大統領について「卑怯な逃亡」「人命の損失、尽き果てた国庫、莫大な債務、ウクライナ国民と世界から見た恥」と決別を宣言した。
2014年ウクライナ最高議会選挙にも参加せず、事実上の活動停止状態にある。一部の議員は野党ブロック党や強力なウクライナ党などを立ち上げたり、無所属として活動している。
2023年2月21日、行政控訴裁判所は法務省とSBUの申請を認め、党の活動を禁止した。

## 選挙

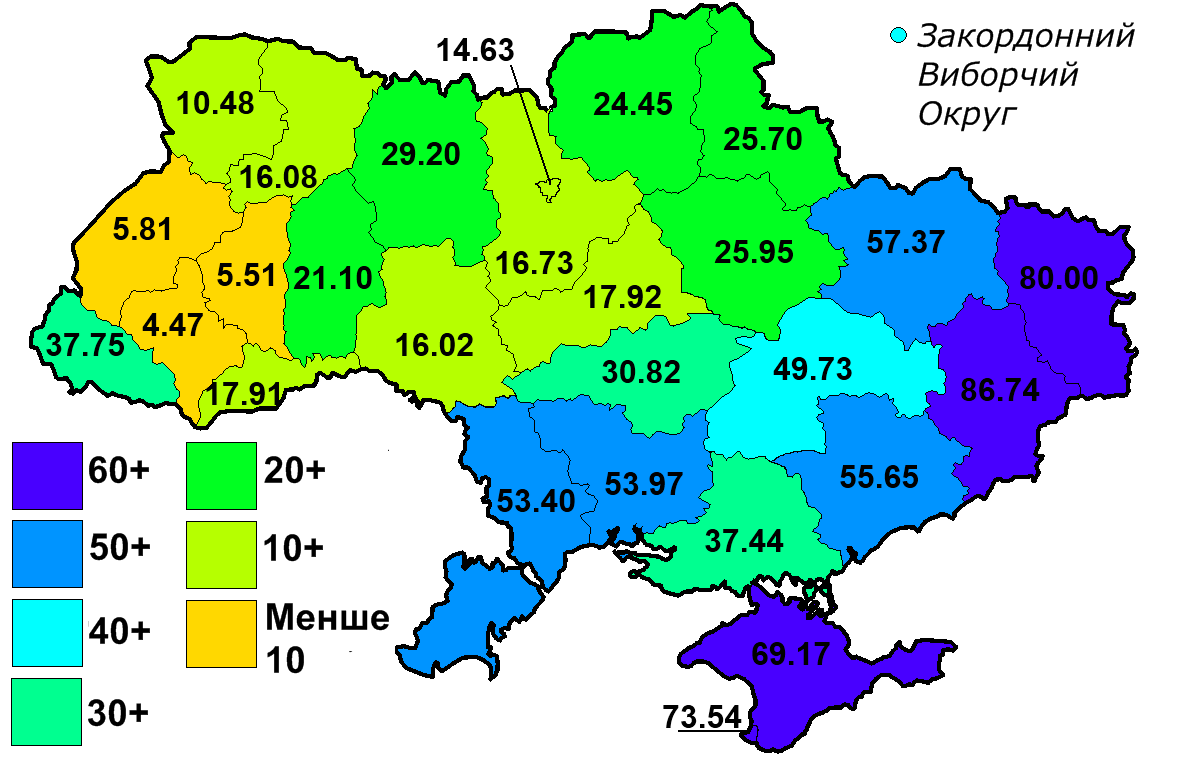
2004年の支持率（大統領選挙）

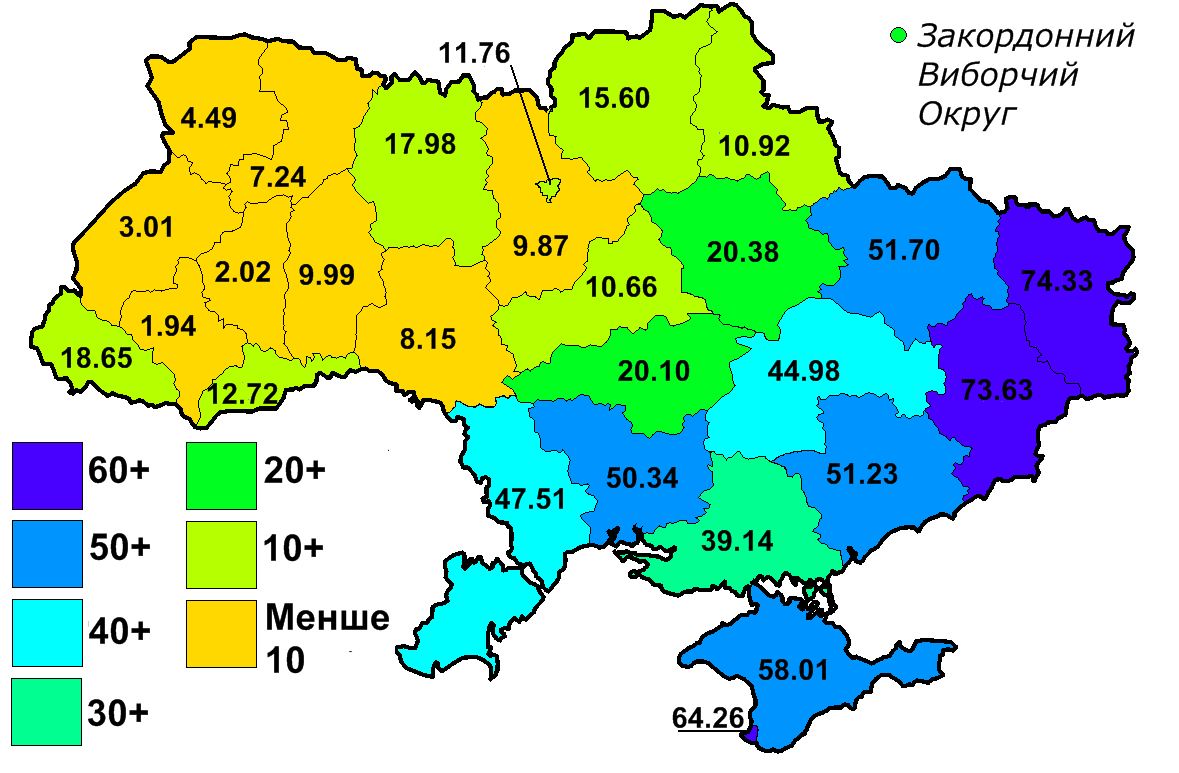
2006年の支持率（最高議会選挙）

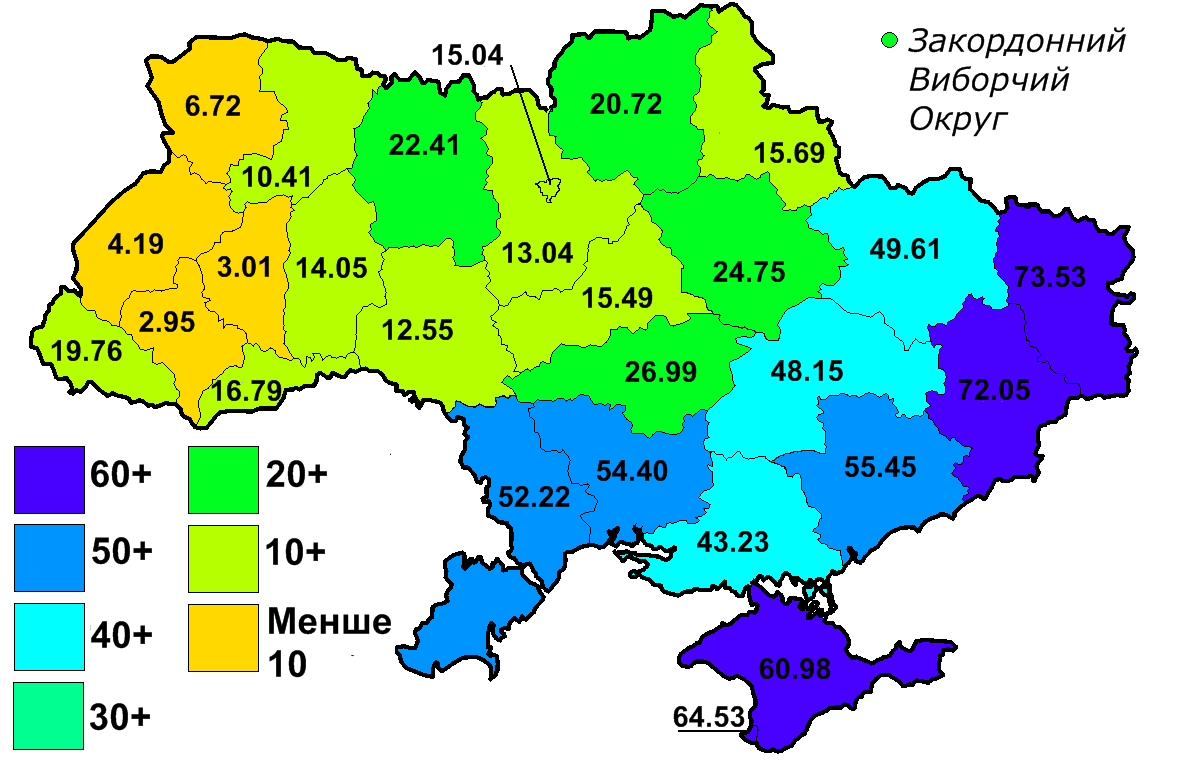
2007年の支持率（最高議会選挙）

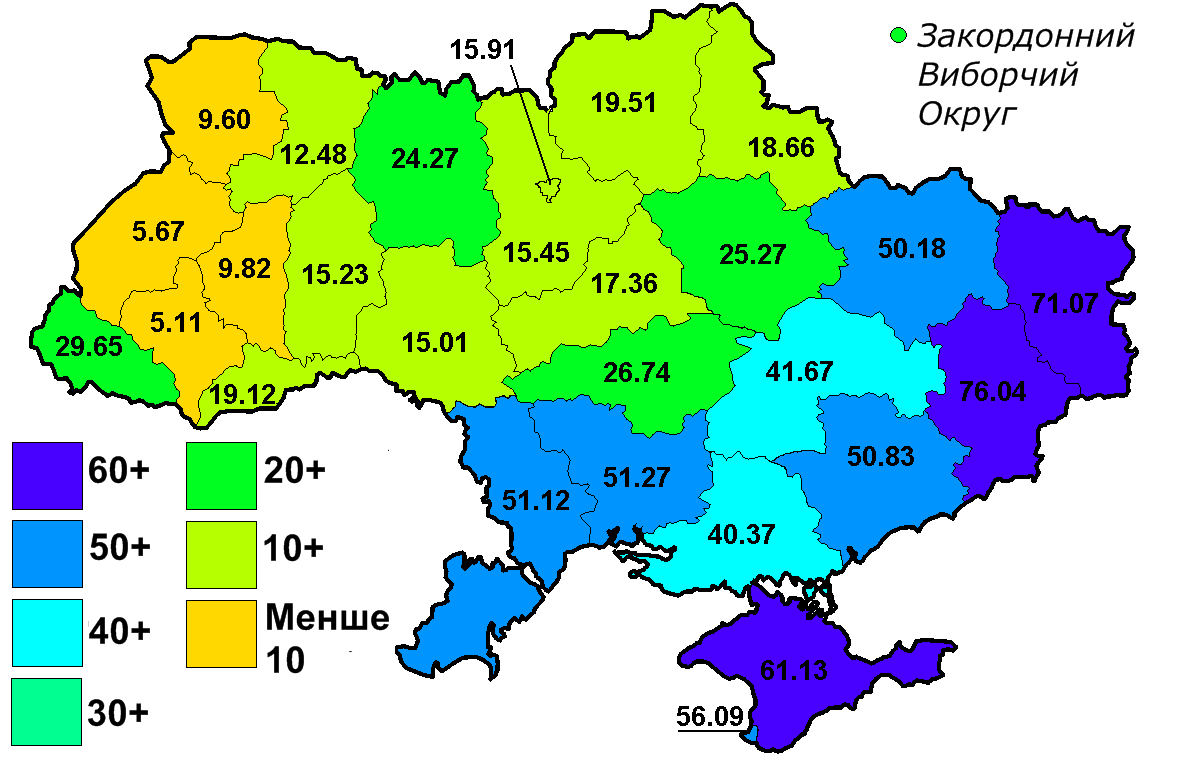
2010年の支持率（大統領選挙）

- 2002年ウクライナ最高議会選挙：第2代ウクライナ大統領レオニード・クチマを支援するために創設された政党連合「統一ウクライナのために」に加わった。政党連合は11.77%（3位）という低い得票率だったが、101議席を獲得。
- 2004年ウクライナ大統領選挙： 当時の総裁ヴィクトル・ヤヌコーヴィチを支援。当初は当選したとされたが、オレンジ革命の結果、再決選投票が行われ、野党のヴィクトル・ユシチェンコが当選した。
- 2006年ウクライナ最高議会選挙：得票率41.33%で186議席を獲得し第1党となる。総裁のヴィクトル・ヤヌコーヴィチが首相に任命され、内閣を組織した。
- 2007年ウクライナ最高議会選挙： ウクライナ共産党と連携。得票率38.04%で175議席を獲得し引き続き第1党となったものの、連立政権を組んでいた急進社会党が全議席を失い過半数割れし、野党に転落。
- 2010年ウクライナ大統領選挙： 当時の総裁ヴィクトル・ヤヌコーヴィチを支援。ヤヌコーヴィチが当選して大統領となり、総裁にミコラ・アザロフが選ばれる。ヤヌコーヴィチの勝利後、最高議会において与党連合が崩れ、地域党を中心とした新たな与党が成立した。ミコラ・アザロフは首相となり、内閣を組織した。
- 2012年ウクライナ最高議会選挙：185議席を獲得し第1党の座を維持した[9]。

## 政綱

### 内政
- ウクライナのエネルギーの独立性を目指す[10]。
- 国内総生産の増加率を少なくとも5％にする[10]。
- 企業への税金負担を16％まで下げる[10]。
- 社会保障を拡大させる[10]。
- 地方自治体の権限を拡大させる[10]。
- 徴兵制を廃止する[10]。
- 交通のインフラの近代化を行う[10]。
- ロシア人・ロシア語話者を保護し、ロシア語を国語にする[10]。

### 外交
- ロシア・独立国家共同体（CIS）と協力する[10]。
- ロシア・アメリカ合衆国・中華人民共和国と協力する[10]。
- 欧州連合（EU）の客員参加国の資格を得る[10]。